# Rogério Ceni
Rogério Mücke Ceni (Pato Branco, Paraná, 22 de enero de 1973) es un exfutbolista y actual entrenador brasileño. Actualmente dirige al Bahia.
Jugaba como portero y es el portero más goleador en la historia del fútbol, habiendo anotado 129 tantos en su carrera y el sexto futbolista que ha jugado más partidos oficiales con 1272.

## Trayectoria como jugador
Después de haber debutado en el año 1990 con el Sinop y de alcanzado el éxito al ganar el Campeonato Matogrossense de ese mismo año, es contratado por el São Paulo.
En el equipo paulista permaneció como portero suplente hasta la salida de Zetti. Durante el período que ocupó el banco de suplentes, el São Paulo alcanzó una gran secuencia de títulos donde ganó los campeonatos Paulista, de 1991 y 1992, y Brasileño de 1991; las copas Copas Libertadores e Intercontinental de 1992 y 1993, incluyendo la Supercopa Sudamericana de 1993 y 1994, la Recopa Sudamericana de 1993 y jugando con el equipo de suplentes en la plantilla principal Rogério fue protagonista de la conquista de la Copa Conmebol de 1994; 11 títulos, 3 nacionales y 8 continentales. Desde 1994 el formador de arqueros Roberto Rojas lo incitó a practicar penaltis y tiros libres para que desarrollase su juego con los pies.
En 1997, con la salida de Zetti en el año anterior, Rogério asumió la titularidad donde se destacó por su habilidad para los tiros libres ya utilizados por el arquero paraguayo José Luis Chilavert. Con el tiempo se convirtió en capitán del equipo y se mantuvo titular de la plantilla. 2005 fue el año de su mayor consagración como arquero y capitán del equipo tricolor, levantó la tercera Copa Libertadores del club y la Copa Mundial de Clubes de la FIFA, donde fue elegido mejor jugador de la final ante Liverpool de Inglaterra, en la victoria por 1-0. En 2006 se convirtió en el máximo portero goleador reconocido por la FIFA, superando la cantidad de goles de Chilavert con 62 tantos, en 20 de agosto de 2006, jugando ante Cruzeiro en el empate de 2-2 en la ciudad de Belo Horizonte, donde anotó 2 goles, 1 de tiro libre y otro de penal.
El 27 de marzo de 2011 consiguió el gol número 100 de su carrera en un partido contra Corinthians. Su gol de falta en el minuto 8 del segundo tiempo, dio la victoria a su equipo por 2 goles a 1. También es el jugador con más partidos disputados con la camiseta de São Paulo. El 7 de septiembre de 2011 jugó su partido número 1000 con el club paulista. Así pues, es uno de los futbolistas que más partidos ha disputado en un solo club en el fútbol mundial. Actualmente, es el jugador con más partidos disputados en un club, con 1117 partidos jugados con el São Paulo, superando a Pelé quién jugó 1116 partidos con el Santos. El 3 de abril de 2014 anunció que se retirará del fútbol cuando termine la temporada 2014 con el Sao Paulo. El portero del Sao Paulo decidió continuar con su carrera a los 42 años.
El arquero de São Paulo, popularmente conocido por su talento goleador, iba a colgar los guantes a final de temporada, pero finalmente se decantó por continuar con su vida de jugador.
El brasileño jugó 63 de 67 encuentros de Sao Paulo esta temporada y lleva 10 goles, sumando así un total de 123 dianas desde que comenzó su carrera en 1993.
En octubre, superó a Ryan Giggs en ser el jugador con más partidos con el mismo club (509).
A pesar de su edad, Ceni ha estado convencido de continuar su carrera con objetivo de llevar al Sao Paulo a la victoria en la Copa Libertadores 2015 esta temporada y luego a llevarse el trofeo en el Mundial de Clubes.
El presidente del Sao Paulo, Carlos Miguel Aidar, se reunió con él en los campos de entrenamiento. "Le dije que nos gustaría que siguiera. Ceni nos dijo que por él no habría problema".
El 14 de mayo del 2015 anunciaría su retiro del fútbol tras la derrota de su equipo por octavos de final de la Copa Libertadores 2015 tras perder por penales 5-4 ante Cruzeiro, se retiraría en agosto cuando termina la temporada y su contrato con Sao Paulo. Sin embargo, el 29 de mayo de 2015 São Paulo le renovó el contrato hasta diciembre del mismo año, para que pudiera intentar conseguir el único título que le falta, la Copa de Brasil.

## Selección nacional
Fue internacional en 17 partidos con la Selección nacional de fútbol de Brasil, con la cual ganó la Copa FIFA Confederaciones 1997 y la Copa Mundial de Fútbol de 2002.

### Participaciones en Copas del Mundo
| Mundial                        | Sede                  | Resultado        |
| ------------------------------ | --------------------- | ---------------- |
| Copa Mundial de Fútbol de 2002 | Corea del Sur y Japón | Campeón          |
| Copa Mundial de Fútbol de 2006 | Alemania              | Cuartos de final |

## Trayectoria como entrenador
Tras su retiro Dunga lo lleva a la selección de Brasil, cumpliendo la función de asistente técnico.
El 24 de noviembre de 2016, se anunció que Ceni dirigirá a partir del 5 de diciembre de ese mismo año al São Paulo F. C.
En el año 2017 como entrenador, cuenta con números favorables en los 4 primeros meses, sin embargo consta de 3 eliminaciones en un mismo mes, en las copas nacionales de manera consecutiva. Dirigió a este club hasta el día 3 de julio de 2017. En este período ganó el torneo Florida Cup 2017. 
Desde 2018 hasta agosto de 2019 dirigió al Fortaleza EC con números muy favorables, donde consiguió el tan anhelado ascenso de club, el título de campeón del Campeonato Brasileño de Segunda División (Serie B 2018), un subtítulo (2018) y un título (2019) del Campeonato Estadual (Campeonato Cearense) y un título regional Copa do Nordeste (2019).
El 12 de agosto de 2019 se hizo oficial su incorporación al Cruzeiro como primer entrenador, en una situación bastante polémica debido a que deja el cargo de entrenador del Fortaleza EC a mitad de temporada para intentar salvar del descenso a un rival directo en la lucha por la permanencia; sin embargo, durante sus primeros partidos como entrenador del Cruzeiro no obtuvo buenos resultados y es despedido apenas a los 45 días de haber asumido el cargo.
Para septiembre de 2019 retornaría al Fortaleza EC, ocupando el cargo hasta el 9 de noviembre de 2020. En este período ganó un título del Campeonato Estadual (Campeonato Cearense 2020) y una clasificación sin precedentes para la fase eliminatoria de la Copa Sudamericana 2020.   
El 10 de noviembre de 2020 se convierte en el entrenador de Flamengo y queda eliminado contra Racing 5-3 en los penales teniendo el global 2-2. El 25 de febrero de 2021 logra el Campeonato Brasileño (2020). El 1 de julio de 2021 fue despedido por el Flamengo.
Ceni regresó a São Paulo el 13 de octubre de 2021 en sustitución de Hernán Crespo. Perdió tanto el Campeonato Paulista 2022 como la final de la Copa Sudamericana 2022, contra Palmeiras e Independiente del Valle, respectivamente. El 19 de abril de 2023, fue despedido del Tricolor.
El 9 de septiembre de 2023, fue anunciado como nuevo entrenador del Bahía y firmó un contrato hasta 2025.

## Clubes

### Como asistente
| Club               | País   | Año  | Asistente De |
| ------------------ | ------ | ---- | ------------ |
| Selección Absoluta | Brasil | 2016 | Dunga        |

## Estadísticas

### Como jugador

#### Clubes
| Club | Div           | Temporada     | Liga  | Liga  | Estadual (1) | Estadual (1) | Copas (2) | Copas (2) | Internacional (3) | Internacional (3) | Regional (4) | Regional (4) | Total (5) | Total (5) |
| Club | Div           | Temporada     | Part. | Goles | Part.        | Goles        | Part.     | Goles     | Part.             | Goles             | Part.        | Goles        | Part.     | Goles     |
| --- | ------------- | ------------- | ----- | ----- | ------------ | ------------ | --------- | --------- | ----------------- | ----------------- | ------------ | ------------ | --------- | --------- |
| Sinop · Brasil | -             | 1990          | –     | –     | 12           | 0            | –         | –         | –                 | –                 | –            | –            | 12        | 0         |
| Sinop · Brasil | Total club    | Total club    | 0     | 0     | 12           | 0            | 0         | 0         | 0                 | 0                 | 0            | 0            | 12        | 0         |
| São Paulo · Brasil | 1.ª           | 1990          | –     | –     | –            | –            | –         | –         | –                 | –                 | –            | –            | 0         | 0         |
| São Paulo · Brasil | 1.ª           | 1991          | –     | –     | –            | –            | –         | –         | –                 | –                 | –            | –            | 0         | 0         |
| São Paulo · Brasil | 1.ª           | 1992          | –     | –     | –            | –            | –         | –         | –                 | –                 | –            | –            | 0         | 0         |
| São Paulo · Brasil | 1.ª           | 1993          | 1     | 0     | –            | –            | –         | –         | 2                 | 0                 | –            | –            | 3         | 0         |
| São Paulo · Brasil | 1.ª           | 1994          | 5     | 0     | 3            | 0            | –         | –         | 8                 | 0                 | 5            | 0            | 21        | 0         |
| São Paulo · Brasil | 1.ª           | 1995          | 4     | 0     | 12           | 0            | 4         | 0         | –                 | –                 | –            | –            | 20        | 0         |
| São Paulo · Brasil | 1.ª           | 1996          | –     | –     | 2            | 0            | –         | –         | 2                 | 0                 | –            | –            | 4         | 0         |
| São Paulo · Brasil | 1.ª           | 1997          | 25    | 2     | 25           | 1            | 4         | 0         | 9                 | 0                 | 4            | 0            | 67        | 3         |
| São Paulo · Brasil | 1.ª           | 1998          | 22    | 0     | 14           | 2            | 6         | 0         | 5                 | 0                 | 10           | 0            | 57        | 2         |
| São Paulo · Brasil | 1.ª           | 1999          | 23    | 1     | 16           | 3            | 3         | 0         | 6                 | 1                 | 7            | 0            | 57        | 5         |
| São Paulo · Brasil | 1.ª           | 2000          | 24    | 3     | 20           | 3            | 12        | 1         | 5                 | 0                 | 12           | 0            | 73        | 7         |
| São Paulo · Brasil | 1.ª           | 2001          | 22    | 0     | 13           | 1            | 6         | 0         | 4                 | 0                 | 13           | 1            | 58        | 2         |
| São Paulo · Brasil | 1.ª           | 2002          | 21    | 1     | –            | –            | 8         | 1         | –                 | –                 | 21           | 3            | 50        | 5         |
| São Paulo · Brasil | 1.ª           | 2003          | 40    | 2     | 10           | 0            | 5         | 0         | 8                 | 0                 | –            | –            | 63        | 2         |
| São Paulo · Brasil | 1.ª           | 2004          | 44    | 3     | 9            | 0            | –         | –         | 16                | 2                 | –            | –            | 69        | 5         |
| São Paulo · Brasil | 1.ª           | 2005          | 38    | 10    | 19           | 5            | –         | –         | 18                | 6                 | –            | –            | 75        | 21        |
| São Paulo · Brasil | 1.ª           | 2006          | 29    | 8     | 13           | 5            | –         | –         | 15                | 3                 | –            | –            | 57        | 16        |
| São Paulo · Brasil | 1.ª           | 2007          | 35    | 7     | 21           | 2            | –         | –         | 13                | 1                 | –            | –            | 69        | 10        |
| São Paulo · Brasil | 1.ª           | 2008          | 35    | 4     | 21           | 1            | –         | –         | 11                | 0                 | –            | –            | 67        | 5         |
| São Paulo · Brasil | 1.ª           | 2009          | 16    | 2     | 15           | 0            | –         | –         | 3                 | 0                 | –            | –            | 34        | 2         |
| São Paulo · Brasil | 1.ª           | 2010          | 38    | 4     | 20           | 3            | –         | –         | 12                | 1                 | –            | –            | 70        | 8         |
| São Paulo · Brasil | 1.ª           | 2011          | 36    | 2     | 21           | 6            | 7         | 0         | 4                 | 0                 | –            | –            | 68        | 8         |
| São Paulo · Brasil | 1.ª           | 2012          | 24    | 3     | –            | –            | –         | –         | 10                | 1                 | –            | –            | 34        | 4         |
| São Paulo · Brasil | 1.ª           | 2013          | 35    | 2     | 13           | 1            | –         | –         | 19                | 3                 | –            | –            | 67        | 6         |
| São Paulo · Brasil | 1.ª           | 2014          | 35    | 8     | 14           | 1            | 6         | 1         | 8                 | 0                 | –            | –            | 68        | 10        |
| São Paulo · Brasil | 1.ª           | 2015          | 23    | 3     | 15           | 4            | 5         | 1         | 8                 | 0                 | –            | –            | 51        | 8         |
| São Paulo · Brasil | Total club    | Total club    | 577   | 65    | 296          | 38           | 66        | 4         | 186               | 18                | 72           | 4            | 1197      | 129       |
| Total carrera | Total carrera | Total carrera | 577   | 65    | 308          | 38           | 66        | 4         | 186               | 18                | 72           | 4            | 1207      | 129       |
| (1) Incluye datos del Campeonato Matogrossense (1990) y el Campeonato Paulista (1994, 1995, 1996, 1997, 1998, 1999, 2000, 2001, 2003, 2004, 2005, 2006, 2007, 2008, 2009, 2010, 2011, 2013, 2014, 2015). (2) Incluye datos de la Copa de Brasil (1995, 1997, 1998, 1999, 2000, 2001, 2002, 2003, 2011, 2014, 2015). (3) Incluye datos de la Copa de Oro Nicolás Leoz (1993, 1996); Copa Conmebol (1994); Copa Master de Conmebol (1996); Supercopa Sudamericana (1997); Copa Mercosur (1998, 1999, 2000, 2001); Copa Sudamericana (2003, 2004, 2005, 2007, 2008, 2011, 2012, 2013, 2014); Copa Libertadores (2004, 2005, 2006, 2007, 2008, 2009, 2010, 2013, 2015); Copa Mundial de Clubes de la FIFA (2005); Recopa Sudamericana (2006, 2013); Copa Suruga Bank (2013). (4) Incluye datos de la Copa Bandeirantes (1994); Torneo Río-São Paulo (1997, 1998, 1999, 2000, 2001); Copa de Campeones (2000, 2001). (5) No incluye goles en partidos amistosos. |               |               |       |       |              |              |           |           |                   |                   |              |              |           |           |

#### Selección nacional
| Selección       | Año   | Amistoso | Amistoso | Eliminatorias | Eliminatorias | Copa del Mundo | Copa del Mundo | Copa Confederaciones | Copa Confederaciones | Total | Total |
| Selección       | Año   | PJ       | G        | PJ            | G             | PJ             | G              | PJ                   | G                    | PJ    | G     |
| --------------- | ----- | -------- | -------- | ------------- | ------------- | -------------- | -------------- | -------------------- | -------------------- | ----- | ----- |
| Brasil · Brasil | 1997  | -        | -        | -             | -             | -              | -              | 1                    | 0                    | 1     | 0     |
| Brasil · Brasil | 1998  | 2        | 0        | -             | -             | -              | -              | -                    | -                    | 2     | 0     |
| Brasil · Brasil | 1999  | 3        | 0        | -             | -             | -              | -              | -                    | -                    | 3     | 0     |
| Brasil · Brasil | 2000  | -        | -        | 3             | 0             | -              | -              | -                    | -                    | 3     | 0     |
| Brasil · Brasil | 2001  | 2        | 0        | 2             | 0             | -              | -              | -                    | -                    | 4     | 0     |
| Brasil · Brasil | 2002  | 1        | 0        | -             | -             | -              | -              | -                    | -                    | 1     | 0     |
| Brasil · Brasil | 2005  | 1        | 0        | -             | -             | -              | -              | -                    | -                    | 1     | 0     |
| Brasil · Brasil | 2006  | 1        | 0        | -             | -             | 1              | 0              | -                    | -                    | 2     | 0     |
| Brasil · Brasil | Total | 10       | 0        | 5             | 0             | 1              | 0              | 1                    | 0                    | 17    | 0     |

#### Resumen estadístico
| Competición           | Encuentros | Goles | Promedio |
| --------------------- | ---------- | ----- | -------- |
| Primera División      | 577        | 65    | 0,11     |
| Estatal               | 296        | 38    | 0,12     |
| Copas nacionales      | 66         | 4     | 0,06     |
| Copas internacionales | 186        | 18    | 0,09     |
| Regional              | 72         | 4     | 0,05     |
| Selección de Brasil   | 17         | 0     | 0,00     |
| Total                 | 1214       | 129   | 0,10     |

#### Listado goles anotados
|  | Gol no avalado por la FIFA ni la IFFHS |

| Listado de goles anotados por el jugador | Listado de goles anotados por el jugador | Listado de goles anotados por el jugador | Listado de goles anotados por el jugador | Listado de goles anotados por el jugador | Listado de goles anotados por el jugador | Listado de goles anotados por el jugador | Listado de goles anotados por el jugador |
| #                                        | Fecha                                    | Torneo                                   | Equipo                                   | Resultado                                | Rival                                    | Tipo                                     | Ref                                      |
| ---------------------------------------- | ---------------------------------------- | ---------------------------------------- | ---------------------------------------- | ---------------------------------------- | ---------------------------------------- | ---------------------------------------- | ---------------------------------------- |
| 1                                        | 15 de febrero de 1997                    | Campeonato Paulista                      | São Paulo                                | 2 – 0                                    | São João                                 | Tiro libre (1)                           | [ 13 ]                                   |
| 2                                        | 13 de septiembre de 1997                 | Brasileirão                              | São Paulo                                | 2 – 2                                    | Botafogo                                 | Tiro libre (1)                           | [ 14 ]                                   |
| 3                                        | 9 de noviembre de 1997                   | Brasileirão                              | São Paulo                                | 4 – 4                                    | Paraná                                   | Tiro libre (1)                           | [ 15 ]                                   |
| 4                                        | 25 de enero de 1998                      | Amistoso                                 | São Paulo                                | 1 – 1                                    | Flamengo                                 | Tiro libre (1)                           | [ 16 ]                                   |
| 5                                        | 28 de marzo de 1998                      | Campeonato Paulista                      | São Paulo                                | 2 – 1                                    | Santos                                   | Tiro libre (1)                           | [ 17 ]                                   |
| 6                                        | 12 de abril de 1998                      | Campeonato Paulista                      | São Paulo                                | 6 – 1                                    | São José                                 | Tiro libre (1)                           | [ 18 ]                                   |
| 7                                        | 18 de abril de 1999                      | Campeonato Paulista                      | São Paulo                                | 4 – 4                                    | Palmeiras                                | Penal (1)                                | [ 19 ]                                   |
| 8 / 9                                    | 25 de abril de 1999                      | Campeonato Paulista                      | São Paulo                                | 2 – 1                                    | Inter de Limeira                         | Tiro libre (1), Penal (1)                | [ 20 ]                                   |
| 10                                       | 25 de agosto de 1999                     | Copa Mercosur                            | São Paulo                                | 4 – 1                                    | San Lorenzo                              | Tiro libre (1)                           | [ 21 ]                                   |
| 11                                       | 3 de noviembre de 1999                   | Brasileirão                              | São Paulo                                | 1 – 0                                    | Ponte Preta                              | Tiro libre (1)                           | [ 22 ]                                   |
| 12                                       | 17 de enero de 2000                      | Amistoso                                 | São Paulo                                | 5 – 1                                    | Uralan Elista                            | Tiro libre (1)                           | [ 16 ]                                   |
| 13                                       | 1 de abril de 2000                       | Campeonato Paulista                      | São Paulo                                | 3 – 2                                    | Guarani                                  | Tiro libre (1)                           | [ 23 ]                                   |
| 14                                       | 9 de abril de 2000                       | Campeonato Paulista                      | São Paulo                                | 4 – 2                                    | Portuguesa                               | Tiro libre (1)                           | [ 24 ]                                   |
| 15                                       | 24 de mayo de 2000                       | Copa de Brasil                           | São Paulo                                | 3 – 1                                    | América RJ                               | Tiro libre (1)                           | [ 25 ]                                   |
| 16                                       | 18 de junio de 2000                      | Campeonato Paulista                      | São Paulo                                | 2 – 2                                    | Santos                                   | Tiro libre (1)                           | [ 21 ]                                   |
| 17                                       | 17 de septiembre de 2000                 | Brasileirão                              | São Paulo                                | 2 – 0                                    | Portuguesa                               | Penal (1)                                | [ 26 ]                                   |
| 18                                       | 4 de octubre de 2000                     | Brasileirão                              | São Paulo                                | 1 – 1                                    | Grêmio                                   | Tiro libre (1)                           | [ 27 ]                                   |
| 19                                       | 7 de octubre de 2000                     | Brasileirão                              | São Paulo                                | 1 – 1                                    | Internacional                            | Tiro libre (1)                           | [ 28 ]                                   |
| 20                                       | 17 de marzo de 2001                      | Campeonato Paulista                      | São Paulo                                | 4 – 4                                    | Portuguesa                               | Tiro libre (1)                           | [ 29 ]                                   |
| 21                                       | 30 de junio de 2001                      | Copa de Campeones                        | São Paulo                                | 2 – 0                                    | Coritiba                                 | Tiro libre (1)                           | [ 24 ]                                   |
| 22                                       | 30 de enero de 2002                      | Torneo Río-São Paulo                     | São Paulo                                | 3 – 2                                    | Guarani                                  | Tiro libre (1)                           | [ 30 ]                                   |
| 23                                       | 3 de febrero de 2002                     | Torneo Río-São Paulo                     | São Paulo                                | 4 – 3                                    | Fluminense                               | Tiro libre (1)                           | [ 31 ]                                   |
| 24                                       | 3 de abril de 2002                       | Copa de Brasil                           | São Paulo                                | 6 – 1                                    | Figueirense                              | Tiro libre (1)                           | [ 32 ]                                   |
| 25                                       | 27 de abril de 2002                      | Torneo Río-São Paulo                     | São Paulo                                | 2 – 2                                    | Palmeiras                                | Tiro libre (1)                           | [ 33 ]                                   |
| 26                                       | 26 de octubre de 2002                    | Brasileirão                              | São Paulo                                | 3 – 1                                    | Portuguesa                               | Tiro libre (1)                           | [ 34 ]                                   |
| 27                                       | 20 de abril de 2003                      | Brasileirão                              | São Paulo                                | 3 – 1                                    | Vasco da Gama                            | Tiro libre (1)                           | [ 35 ]                                   |
| 28                                       | 21 de septiembre de 2003                 | Brasileirão                              | São Paulo                                | 2 – 2                                    | Atlético Mineiro                         | Tiro libre (1)                           | [ 36 ]                                   |
| 29                                       | 11 de febrero de 2004                    | Copa Libertadores                        | São Paulo                                | 2 – 1                                    | Alianza Lima                             | Tiro libre (1)                           | [ 37 ]                                   |
| 30                                       | 16 de mayo de 2004                       | Brasileirão                              | São Paulo                                | 2 – 2                                    | Paraná                                   | Tiro libre (1)                           | [ 38 ]                                   |
| 31                                       | 19 de mayo de 2004                       | Copa Libertadores                        | São Paulo                                | 3 – 0                                    | Deportivo Táchira                        | Tiro libre (1)                           | [ 39 ]                                   |
| 32 / 33                                  | 17 de julio de 2004                      | Brasileirão                              | São Paulo                                | 2 – 1                                    | Figueirense                              | Penal (1), Tiro libre (1)                | [ 40 ]                                   |
| 34                                       | 23 de enero de 2005                      | Campeonato Paulista                      | São Paulo                                | 4 – 3                                    | América                                  | Tiro libre (1)                           | [ 41 ]                                   |
| 35                                       | 20 de febrero de 2005                    | Campeonato Paulista                      | São Paulo                                | 3 – 0                                    | Palmeiras                                | Tiro libre (1)                           | [ 42 ]                                   |
| 36                                       | 9 de marzo de 2005                       | Copa Libertadores                        | São Paulo                                | 4 – 2                                    | Universidad de Chile                     | Tiro libre (1)                           | [ 43 ]                                   |
| 37                                       | 12 de marzo de 2005                      | Campeonato Paulista                      | São Paulo                                | 1 – 0                                    | Rio Branco                               | Penal (1)                                | [ 44 ]                                   |
| 38                                       | 19 de marzo de 2005                      | Campeonato Paulista                      | São Paulo                                | 6 – 0                                    | Marília                                  | Tiro libre (1)                           | [ 45 ]                                   |
| 39                                       | 26 de marzo de 2005                      | Campeonato Paulista                      | São Paulo                                | 3 – 1                                    | Santo André                              | Penal (1)                                | [ 46 ]                                   |
| 40                                       | 8 de mayo de 2005                        | Brasileirão                              | São Paulo                                | 5 – 1                                    | Corinthians                              | Penal (1)                                | [ 47 ]                                   |
| 41                                       | 25 de mayo de 2005                       | Copa Libertadores                        | São Paulo                                | 2 – 0                                    | Palmeiras                                | Penal (1)                                | [ 48 ]                                   |
| 42                                       | 28 de mayo de 2005                       | Brasileirão                              | São Paulo                                | 1 – 1                                    | Cruzeiro                                 | Penal (1)                                | [ 49 ]                                   |
| 43 / 44                                  | 1 de junio de 2005                       | Copa Libertadores                        | São Paulo                                | 4 – 0                                    | Tigres                                   | Tiro libre (2)                           | [ 50 ]                                   |
| 45                                       | 12 de junio de 2005                      | Brasileirão                              | São Paulo                                | 2 – 2                                    | Paysandu                                 | Tiro libre (1)                           | [ 51 ]                                   |
| 46                                       | 22 de junio de 2005                      | Copa Libertadores                        | São Paulo                                | 2 – 0                                    | River Plate                              | Penal (1)                                | [ 52 ]                                   |
| 47                                       | 20 de julio de 2005                      | Brasileirão                              | São Paulo                                | 3 – 3                                    | Brasiliense                              | Tiro libre (1)                           | [ 53 ]                                   |
| 48                                       | 28 de agosto de 2005                     | Brasileirão                              | São Paulo                                | 4 – 0                                    | Paraná                                   | Tiro libre (1)                           | [ 54 ]                                   |
| 49                                       | 11 de septiembre de 2005                 | Brasileirão                              | São Paulo                                | 4 – 1                                    | Coritiba                                 | Penal (1)                                | [ 55 ]                                   |
| 50                                       | 18 de septiembre de 2005                 | Brasileirão                              | São Paulo                                | 4 – 2                                    | Vasco da Gama                            | Penal (1)                                | [ 56 ]                                   |
| 51                                       | 21 de septiembre de 2005                 | Brasileirão                              | São Paulo                                | 3 – 2                                    | Cruzeiro                                 | Penal (1)                                | [ 57 ]                                   |
| 52                                       | 2 de noviembre de 2005                   | Brasileirão                              | São Paulo                                | 2 – 2                                    | Atlético Mineiro                         | Tiro libre (1)                           | [ 58 ]                                   |
| 53                                       | 4 de diciembre de 2005                   | Brasileirão                              | São Paulo                                | 3 – 1                                    | Atlético Paranaense                      | Tiro libre (1)                           | [ 59 ]                                   |
| 54                                       | 14 de diciembre de 2005                  | Copa Mundial de Clubes                   | São Paulo                                | 3 – 2                                    | Al-Ittihad                               | Penal (1)                                | [ 60 ]                                   |
| 55                                       | 18 de febrero de 2006                    | Campeonato Paulista                      | São Paulo                                | 5 – 1                                    | Paulista                                 | Penal (1)                                | [ 61 ]                                   |
| 56                                       | 22 de febrero de 2006                    | Campeonato Paulista                      | São Paulo                                | 3 – 0                                    | Mogi Mirim                               | Penal (1)                                | [ 62 ]                                   |
| 57                                       | 26 de marzo de 2006                      | Campeonato Paulista                      | São Paulo                                | 4 – 2                                    | Rio Branco                               | Penal (1)                                | [ 63 ]                                   |
| 58                                       | 2 de abril de 2006                       | Campeonato Paulista                      | São Paulo                                | 3 – 1                                    | Santos                                   | Penal (1)                                | [ 64 ]                                   |
| 59                                       | 9 de abril de 2006                       | Campeonato Paulista                      | São Paulo                                | 2 – 0                                    | Ituano                                   | Tiro libre (1)                           | [ 65 ]                                   |
| 60                                       | 16 de abril de 2006                      | Brasileirão                              | São Paulo                                | 1 – 0                                    | Flamengo                                 | Penal (1)                                | [ 66 ]                                   |
| 61                                       | 20 de abril de 2006                      | Copa Libertadores                        | São Paulo                                | 2 – 0                                    | Caracas                                  | Penal (1)                                | [ 67 ]                                   |
| 62                                       | 29 de abril de 2006                      | Brasileirão                              | São Paulo                                | 4 – 0                                    | Santa Cruz                               | Tiro libre (1)                           | [ 68 ]                                   |
| 63                                       | 3 de mayo de 2006                        | Copa Libertadores                        | São Paulo                                | 2 – 1                                    | Palmeiras                                | Penal (1)                                | [ 69 ]                                   |
| 64                                       | 26 de julio de 2006                      | Copa Libertadores                        | São Paulo                                | 1 – 0                                    | Guadalajara                              | Penal (1)                                | [ 70 ]                                   |
| 65 / 66                                  | 20 de agosto de 2006                     | Brasileirão                              | São Paulo                                | 2 – 2                                    | Cruzeiro                                 | Rebote (1), Penal (1)                    | [ 71 ]                                   |
| 67                                       | 3 de septiembre de 2006                  | Brasileirão                              | São Paulo                                | 3 – 1                                    | Santa Cruz                               | Tiro libre (1)                           | [ 72 ]                                   |
| 68                                       | 4 de octubre de 2006                     | Brasileirão                              | São Paulo                                | 5 – 1                                    | Vasco da Gama                            | Tiro libre (1)                           | [ 73 ]                                   |
| 69                                       | 2 de noviembre de 2006                   | Brasileirão                              | São Paulo                                | 1 – 1                                    | Ponte Preta                              | Penal (1)                                | [ 74 ]                                   |
| 70                                       | 26 de noviembre de 2006                  | Brasileirão                              | São Paulo                                | 2 – 0                                    | Cruzeiro                                 | Tiro libre (1)                           | [ 75 ]                                   |
| 71                                       | 11 de febrero de 2007                    | Campeonato Paulista                      | São Paulo                                | 3 – 1                                    | Corinthians                              | Penal (1)                                | [ 76 ]                                   |
| 72                                       | 1 de abril de 2007                       | Campeonato Paulista                      | São Paulo                                | 3 – 1                                    | Palmeiras                                | Penal (1)                                | [ 77 ]                                   |
| 73                                       | 12 de mayo de 2007                       | Brasileirão                              | São Paulo                                | 2 – 0                                    | Goiás                                    | Penal (1)                                | [ 78 ]                                   |
| 74                                       | 3 de junio de 2007                       | Brasileirão                              | São Paulo                                | 1 – 0                                    | Paraná                                   | Penal (1)                                | [ 79 ]                                   |
| 75                                       | 3 de julio de 2007                       | Brasileirão                              | São Paulo                                | 1 – 0                                    | Internacional                            | Penal (1)                                | [ 80 ]                                   |
| 76                                       | 26 de julio de 2007                      | Brasileirão                              | São Paulo                                | 3 – 1                                    | Sport Recife                             | Tiro libre (1)                           | [ 81 ]                                   |
| 77                                       | 15 de agosto de 2007                     | Copa Sudamericana                        | São Paulo                                | 2 – 2                                    | Figueirense                              | Penal (1)                                | [ 82 ]                                   |
| 78                                       | 26 de agosto de 2007                     | Brasileirão                              | São Paulo                                | 5 – 0                                    | Náutico                                  | Penal (1)                                | [ 83 ]                                   |
| 79                                       | 28 de octubre de 2007                    | Brasileirão                              | São Paulo                                | 2 – 1                                    | Sport Recife                             | Tiro libre (1)                           | [ 84 ]                                   |
| 80                                       | 11 de noviembre de 2007                  | Brasileirão                              | São Paulo                                | 1 – 0                                    | Grêmio                                   | Penal (1)                                | [ 85 ]                                   |
| 81                                       | 6 de abril de 2008                       | Campeonato Paulista                      | São Paulo                                | 3 – 1                                    | Juventus                                 | Penal (1)                                | [ 86 ]                                   |
| 82                                       | 20 de julio de 2008                      | Brasileirão                              | São Paulo                                | 2 – 1                                    | Botafogo                                 | Penal (1)                                | [ 87 ]                                   |
| 83 / 84                                  | 3 de agosto de 2008                      | Brasileirão                              | São Paulo                                | 4 – 0                                    | Vasco da Gama                            | Tiro libre (1), Penal (1)                | [ 88 ]                                   |
| 85                                       | 19 de octubre de 2008                    | Brasileirão                              | São Paulo                                | 2 – 2                                    | Palmeiras                                | Penal (1)                                | [ 89 ]                                   |
| 86                                       | 25 de octubre de 2009                    | Brasileirão                              | São Paulo                                | 4 – 3                                    | Santos                                   | Tiro libre (1)                           | [ 90 ]                                   |
| 87                                       | 6 de diciembre de 2009                   | Brasileirão                              | São Paulo                                | 4 – 0                                    | Sport Recife                             | Tiro libre (1)                           | [ 91 ]                                   |
| 88                                       | 23 de enero de 2010                      | Campeonato Paulista                      | São Paulo                                | 3 – 0                                    | Río Claro                                | Penal (1)                                | [ 92 ]                                   |
| 89                                       | 13 de febrero de 2010                    | Campeonato Paulista                      | São Paulo                                | 1 – 0                                    | Ituano                                   | Penal (1)                                | [ 93 ]                                   |
| 90                                       | 25 de febrero de 2010                    | Copa Libertadores                        | São Paulo                                | 1 – 2                                    | Once Caldas                              | Tiro libre (1)                           | [ 94 ]                                   |
| 91                                       | 21 de marzo de 2010                      | Campeonato Paulista                      | São Paulo                                | 3 – 0                                    | Mogi Mirim                               | Penal (1)                                | [ 95 ]                                   |
| 92                                       | 29 de agosto de 2010                     | Brasileirão                              | São Paulo                                | 2 – 2                                    | Fluminense                               | Tiro libre (1)                           | [ 96 ]                                   |
| 93                                       | 29 de septiembre de 2010                 | Brasileirão                              | São Paulo                                | 2 – 4                                    | Grêmio                                   | Penal (1)                                | [ 97 ]                                   |
| 94                                       | 3 de noviembre de 2010                   | Brasileirão                              | São Paulo                                | 2 – 0                                    | Cruzeiro                                 | Penal (1)                                | [ 98 ]                                   |
| 95                                       | 28 de noviembre de 2010                  | Brasileirão                              | São Paulo                                | 1 – 1                                    | Atlético Goianiense                      | Penal (1)                                | [ 99 ]                                   |
| 96                                       | 16 de enero de 2011                      | Campeonato Paulista                      | São Paulo                                | 2 – 0                                    | Mogi Mirim                               | Penal (1)                                | [ 100 ]                                  |
| 97                                       | 3 de febrero de 2011                     | Campeonato Paulista                      | São Paulo                                | 3 – 2                                    | Linense                                  | Tiro libre (1)                           | [ 101 ]                                  |
| 98                                       | 13 de febrero de 2011                    | Campeonato Paulista                      | São Paulo                                | 3 – 2                                    | Portuguesa                               | Tiro libre (1)                           | [ 102 ]                                  |
| 99                                       | 23 de marzo de 2011                      | Campeonato Paulista                      | São Paulo                                | 2 – 3                                    | Paulista                                 | Penal (1)                                | [ 103 ]                                  |
| 100                                      | 27 de marzo de 2011                      | Campeonato Paulista                      | São Paulo                                | 2 – 1                                    | Corinthians                              | Tiro libre (1)                           | [ 104 ]                                  |
| 101                                      | 10 de abril de 2011                      | Campeonato Paulista                      | São Paulo                                | 4 – 1                                    | Noroeste                                 | Penal (1)                                | [ 105 ]                                  |
| 102                                      | 4 de agosto de 2011                      | Brasileirão                              | São Paulo                                | 3 – 0                                    | Bahia                                    | Penal (1)                                | [ 106 ]                                  |
| 103                                      | 31 de agosto de 2011                     | Brasileirão                              | São Paulo                                | 1 – 2                                    | Fluminense                               | Penal (1)                                | [ 107 ]                                  |
| 104                                      | 1 de agosto de 2012                      | Copa Sudamericana                        | São Paulo                                | 2 – 0                                    | Bahia                                    | Tiro libre (1)                           | [ 108 ]                                  |
| 105                                      | 18 de agosto de 2012                     | Brasileirão                              | São Paulo                                | 3 – 0                                    | Ponte Preta                              | Penal (1)                                | [ 109 ]                                  |
| 106                                      | 11 de noviembre de 2012                  | Brasileirão                              | São Paulo                                | 1 – 2                                    | Grêmio                                   | Penal (1)                                | [ 110 ]                                  |
| 107                                      | 18 de noviembre de 2012                  | Brasileirão                              | São Paulo                                | 2 – 1                                    | Náutico                                  | Penal (1)                                | [ 111 ]                                  |
| 108                                      | 23 de enero de 2013                      | Copa Libertadores                        | São Paulo                                | 5 – 0                                    | Bolívar                                  | Penal (1)                                | [ 112 ]                                  |
| 109                                      | 9 de febrero de 2013                     | Campeonato Paulista                      | São Paulo                                | 2 – 1                                    | Guarani                                  | Tiro libre (1)                           | [ 113 ]                                  |
| 110                                      | 4 de abril de 2013                       | Copa Libertadores                        | São Paulo                                | 1 – 2                                    | The Strongest                            | Penal (1)                                | [ 114 ]                                  |
| 111                                      | 17 de abril de 2013                      | Copa Libertadores                        | São Paulo                                | 2 – 0                                    | Atlético Mineiro                         | Penal (1)                                | [ 115 ]                                  |
| 112                                      | 14 de julio de 2013                      | Brasileirão                              | São Paulo                                | 2 – 3                                    | Vitória                                  | Tiro libre (1)                           | [ 116 ]                                  |
| 113                                      | 13 de noviembre de 2013                  | Brasileirão                              | São Paulo                                | 2 – 0                                    | Flamengo                                 | Penal (1)                                | [ 117 ]                                  |
| 114                                      | 9 de febrero de 2014                     | Campeonato Paulista                      | São Paulo                                | 1 – 2                                    | Ponte Preta                              | Penal (1)                                | [ 118 ]                                  |
| 115                                      | 7 de mayo de 2014                        | Copa de Brasil                           | São Paulo                                | 3 – 0                                    | C. R. Brasil                             | Penal (1)                                | [ 119 ]                                  |
| 116                                      | 21 de mayo de 2014                       | Brasileirão                              | São Paulo                                | 2 – 5                                    | Fluminense                               | Penal (1)                                | [ 120 ]                                  |
| 117                                      | 28 de mayo de 2014                       | Brasileirão                              | São Paulo                                | 2 – 2                                    | Atlético Paranaense                      | Penal (1)                                | [ 121 ]                                  |
| 118                                      | 16 de julio de 2014                      | Brasileirão                              | São Paulo                                | 2 – 0                                    | Bahia                                    | Penal (1)                                | [ 122 ]                                  |
| 119                                      | 31 de agosto de 2014                     | Brasileirão                              | São Paulo                                | 1 – 1                                    | Figueirense                              | Penal (1)                                | [ 123 ]                                  |
| 120                                      | 14 de septiembre de 2014                 | Brasileirão                              | São Paulo                                | 2 – 0                                    | Cruzeiro                                 | Penal (1)                                | [ 124 ]                                  |
| 121                                      | 24 de septiembre de 2014                 | Brasileirão                              | São Paulo                                | 2 – 2                                    | Flamengo                                 | Penal (1)                                | [ 125 ]                                  |
| 122                                      | 4 de octubre de 2014                     | Brasileirão                              | São Paulo                                | 1 – 0                                    | Grêmio                                   | Penal (1)                                | [ 126 ]                                  |
| 123                                      | 18 de octubre de 2014                    | Brasileirão                              | São Paulo                                | 2 – 1                                    | Bahia                                    | Tiro libre (1)                           | [ 127 ]                                  |
| 124                                      | 7 de febrero de 2015                     | Campeonato Paulista                      | São Paulo                                | 2 – 0                                    | Piracicaba                               | Penal (1)                                | [ 128 ]                                  |
| 125                                      | 12 de marzo de 2015                      | Campeonato Paulista                      | São Paulo                                | 1 – 0                                    | São Bento                                | Penal (1)                                | [ 129 ]                                  |
| 126                                      | 29 de marzo de 2015                      | Campeonato Paulista                      | São Paulo                                | 3 – 0                                    | Linense                                  | Tiro libre (1)                           | [ 130 ]                                  |
| 127                                      | 11 de abril de 2015                      | Campeonato Paulista                      | São Paulo                                | 3 – 0                                    | Red Bull Brasil                          | Tiro libre (1)                           | [ 131 ]                                  |
| 128                                      | 3 de junio de 2015                       | Brasileirão                              | São Paulo                                | 3 – 2                                    | Santos                                   | Penal (1)                                | [ 132 ]                                  |
| 129                                      | 6 de junio de 2015                       | Brasileirão                              | São Paulo                                | 2 – 0                                    | Grêmio                                   | Penal (1)                                | [ 133 ]                                  |
| 130                                      | 12 de agosto de 2015                     | Brasileirão                              | São Paulo                                | 2 – 0                                    | Figueirense                              | Penal (1)                                | [ 134 ]                                  |
| 131                                      | 26 de agosto de 2015                     | Copa de Brasil                           | São Paulo                                | 3 – 0                                    | Ceará                                    | Penal (1)                                | [ 135 ]                                  |
| 132                                      | 11 de diciembre de 2015                  | Amistoso                                 | São Paulo (2005)                         | 5 – 3                                    | São Paulo (1992/93)                      | Penal (1)                                | [ 136 ]                                  |

### Como entrenador
| Equipo              | Div.                | Temporada           | Liga  | Liga | Liga | Liga | Liga |       | Copa | Copa | Copa | Copa  |    | Internacional | Internacional | Internacional | Internacional | Internacional |   | Otros | Otros | Otros | Otros |     | Totales     | Totales | Totales | Totales | Totales | Totales | Totales | Totales |
| Equipo              | Div.                | Temporada           | Part. | G    | E    | P    | Pos. | Part. | G    | E    | P    | Part. | G  | E             | P             | Pos.          | Part.         | G             | E | P     | Part. | G     | E     | P   | Rendimiento | GF      | GC      | Dif.    |         |         |         |         |
| ------------------- | ------------------- | ------------------- | ----- | ---- | ---- | ---- | ---- | ----- | ---- | ---- | ---- | ----- | -- | ------------- | ------------- | ------------- | ------------- | ------------- | - | ----- | ----- | ----- | ----- | --- | ----------- | ------- | ------- | ------- | ------- | ------- | ------- | ------- |
| São Paulo · Brasil  | 1.ª                 | 2017                | 11    | 3    | 2    | 6    | Inc. | 22    | 11   | 7    | 4    | 2     | 0  | 2             | 0             | 1ªF           | -             | -             | - | -     | 35    | 14    | 11    | 10  | 50.48%      | 55      | 39      | +16     |         |         |         |         |
| Fortaleza · Brasil  | 2.ª                 | 2018                | 38    | 21   | 8    | 9    | 1.º  | 18    | 12   | 1    | 5    | -     | -  | -             | -             | -             | -             | -             | - | -     | 56    | 33    | 9     | 14  | 64.29%      | 90      | 51      | +39     |         |         |         |         |
| Fortaleza · Brasil  | 1.ª                 | 2019                | 14    | 5    | 2    | 7    | Inc. | 25    | 14   | 7    | 4    | -     | -  | -             | -             | -             | -             | -             | - | -     | 39    | 19    | 9     | 11  | 56.41%      | 47      | 32      | +15     |         |         |         |         |
| Cruzeiro · Brasil   | 1.ª                 | 2019                | 7     | 2    | 2    | 3    | Inc. | 1     | 0    | 0    | 1    | -     | -  | -             | -             | -             | -             | -             | - | -     | 8     | 2     | 2     | 4   | 33.33%      | 8       | 12      | -4      |         |         |         |         |
| Cruzeiro · Brasil   | Total               | Total               | 7     | 2    | 2    | 3    | -    | 1     | 0    | 0    | 1    | -     | -  | -             | -             | -             | -             | -             | - | -     | 8     | 2     | 2     | 4   | 33.33%      | 8       | 12      | -4      |         |         |         |         |
| Fortaleza · Brasil  | 1.ª                 | 2019                | 16    | 8    | 4    | 4    | 9.º  | -     | -    | -    | -    | -     | -  | -             | -             | -             | -             | -             | - | -     | 16    | 8     | 4     | 4   | 58.33%      | 26      | 17      | +9      |         |         |         |         |
| Fortaleza · Brasil  | 1.ª                 | 2020                | 19    | 6    | 7    | 6    | Inc. | 17    | 11   | 4    | 2    | 2     | 1  | 0             | 1             | 1ªF           | -             | -             | - | -     | 38    | 18    | 11    | 9   | 57.02%      | 60      | 30      | +30     |         |         |         |         |
| Fortaleza · Brasil  | Total               | Total               | 87    | 40   | 21   | 26   | -    | 60    | 37   | 12   | 11   | 2     | 1  | 0             | 1             | -             | -             | -             | - | -     | 149   | 78    | 33    | 38  | 59.73%      | 223     | 130     | +93     |         |         |         |         |
| Flamengo · Brasil   | 1.ª                 | 2020                | 18    | 11   | 3    | 4    | 1.º  | 2     | 0    | 0    | 2    | 2     | 0  | 2             | 0             | 1/8           | -             | -             | - | -     | 22    | 11    | 5     | 6   | 57.58%      | 38      | 26      | +12     |         |         |         |         |
| Flamengo · Brasil   | 1.ª                 | 2021                | 8     | 4    | 0    | 4    | Inc. | 17    | 12   | 3    | 2    | 6     | 3  | 3             | 0             | Inc.          | 1             | 0             | 1 | 0     | 32    | 19    | 7     | 6   | 66.67%      | 63      | 32      | +31     |         |         |         |         |
| Flamengo · Brasil   | Total               | Total               | 26    | 15   | 3    | 8    | -    | 19    | 12   | 3    | 4    | 8     | 3  | 5             | 0             | -             | 1             | 0             | 1 | 0     | 54    | 30    | 12    | 12  | 62.97%      | 101     | 58      | +43     |         |         |         |         |
| São Paulo · Brasil  | 1.ª                 | 2021                | 13    | 5    | 3    | 5    | 13.º | -     | -    | -    | -    | -     | -  | -             | -             | -             | -             | -             | - | -     | 13    | 5     | 3     | 5   | 46.15%      | 11      | 14      | -3      |         |         |         |         |
| São Paulo · Brasil  | 1.ª                 | 2022                | 38    | 13   | 15   | 10   | 9.°  | 26    | 14   | 5    | 7    | 13    | 9  | 1             | 3             | 2.º           | -             | -             | - | -     | 77    | 36    | 21    | 20  | 55.84%      | 119     | 82      | +37     |         |         |         |         |
| São Paulo · Brasil  | 1.ª                 | 2023                | 1     | 0    | 0    | 1    | Inc. | 14    | 7    | 4    | 3    | 2     | 2  | 0             | 0             | Inc.          | -             | -             | - | -     | 17    | 9     | 4     | 4   | 60.78%      | 28      | 12      | +16     |         |         |         |         |
| São Paulo · Brasil  | Total               | Total               | 63    | 21   | 20   | 22   | -    | 62    | 32   | 16   | 14   | 17    | 11 | 3             | 3             | -             | -             | -             | - | -     | 142   | 64    | 39    | 39  | 54.22%      | 213     | 147     | +66     |         |         |         |         |
| Bahia · Brasil      | 1.ª                 | 2023                | 16    | 7    | 1    | 8    | 16.º | -     | -    | -    | -    | -     | -  | -             | -             | -             | -             | -             | - | -     | 16    | 7     | 1     | 8   | 45.83%      | 27      | 24      | +3      |         |         |         |         |
| Bahia · Brasil      | 1.ª                 | 2024                | 38    | 15   | 8    | 15   | 8.º  | 29    | 19   | 4    | 6    | -     | -  | -             | -             | -             | -             | -             | - | -     | 67    | 34    | 12    | 21  | 56.72%      | 102     | 71      | +31     |         |         |         |         |
| Bahia · Brasil      | 1.ª                 | 2025                | 18    | 9    | 6    | 3    | -    | 22    | 16   | 4    | 2    | 12    | 4  | 4             | 4             | -             | -             | -             | - | -     | 52    | 29    | 14    | 9   | 64.74%      | 85      | 41      | +44     |         |         |         |         |
| Bahia · Brasil      | Total               | Total               | 72    | 31   | 15   | 26   | -    | 51    | 35   | 8    | 8    | 12    | 4  | 4             | 4             | -             | -             | -             | - | -     | 135   | 70    | 27    | 38  | 58.52%      | 214     | 136     | +78     |         |         |         |         |
| Total en su carrera | Total en su carrera | Total en su carrera | 255   | 109  | 61   | 85   | -    | 193   | 116  | 39   | 38   | 39    | 19 | 12            | 8             | -             | 1             | 0             | 1 | 0     | 488   | 244   | 113   | 131 | 57.72%      | 759     | 483     | +276    |         |         |         |         |
| 1. 2. 3.            |                     |                     |       |      |      |      |      |       |      |      |      |       |    |               |               |               |               |               |   |       |       |       |       |     |             |         |         |         |         |         |         |         |

#### Resumen por competencias
| Torneo              | PD  | G   | E   | P   | GF  | GC  | Dif. | Rendimiento | Mejor resultado  |
| ------------------- | --- | --- | --- | --- | --- | --- | ---- | ----------- | ---------------- |
| Serie B             | 38  | 21  | 8   | 9   | 54  | 33  | +21  | 62.28%      | Campeón          |
| Brasileirão         | 217 | 88  | 53  | 76  | 293 | 245 | +48  | 48.69%      | Campeón          |
| Copa de Brasil      | 38  | 17  | 11  | 10  | 51  | 36  | +15  | 54.39%      | Cuartos de final |
| Paulistão           | 45  | 24  | 11  | 10  | 83  | 50  | +33  | 61.48%      | Subcampeón       |
| Copa do Nordeste    | 38  | 25  | 8   | 5   | 65  | 27  | +38  | 72.81%      | Campeón          |
| Campeonato Cearense | 36  | 25  | 3   | 8   | 68  | 27  | +41  | 72.22%      | Campeón          |
| Campeonato Carioca  | 15  | 10  | 3   | 2   | 34  | 13  | +21  | 73.34%      | Campeón          |
| Campeonato Baiano   | 21  | 15  | 3   | 3   | 51  | 13  | +38  | 76.19%      | Campeón          |
| Supercopa de Brasil | 1   | 0   | 1   | 0   | 2   | 2   | +0   | 33.33%      | Campeón          |
| Copa Libertadores   | 18  | 7   | 8   | 3   | 26  | 19  | +7   | 53.7%       | Octavos de final |
| Copa Sudamericana   | 21  | 12  | 4   | 5   | 32  | 18  | +14  | 63.49%      | Subcampeón       |
| TOTAL               | 488 | 244 | 113 | 131 | 759 | 483 | +276 | 57.72%      | 7 Títulos        |

## Palmarés

### Como jugador

#### Campeonatos regionales
| Título                   | Equipo       | Región                     | Año  |
| ------------------------ | ------------ | -------------------------- | ---- |
| Campeonato Matogrossense | Sinop        | Mato Grosso                | 1990 |
| Campeonato Paulista      | São Paulo FC | São Paulo                  | 1991 |
| Campeonato Paulista      | São Paulo FC | São Paulo                  | 1992 |
| Campeonato Paulista      | São Paulo FC | São Paulo                  | 1998 |
| Campeonato Paulista      | São Paulo FC | São Paulo                  | 2000 |
| Torneo Río-São Paulo     | São Paulo FC | Río de Janeiro y São Paulo | 2001 |
| Supercampeonato Paulista | São Paulo FC | São Paulo                  | 2002 |
| Campeonato Paulista      | São Paulo FC | São Paulo                  | 2005 |

#### Campeonatos nacionales
| Título  | Equipo       | País   | Año  |
| ------- | ------------ | ------ | ---- |
| Serie A | São Paulo FC | Brasil | 2006 |
| Serie A | São Paulo FC | Brasil | 2007 |
| Serie A | São Paulo FC | Brasil | 2008 |

#### Copas internacionales
| Título                  | Equipo              | Sede                  | Año  |
| ----------------------- | ------------------- | --------------------- | ---- |
| Copa Libertadores       | São Paulo FC        | Santiago              | 1993 |
| Recopa Sudamericana     | São Paulo FC        | Belo Horizonte        | 1993 |
| Copa Intercontinental   | São Paulo FC        | Tokio                 | 1993 |
| Recopa Sudamericana     | São Paulo FC        | Kōbe                  | 1994 |
| Copa Conmebol           | São Paulo FC        | Montevideo            | 1994 |
| Copa Master de Conmebol | São Paulo FC        | Cuiabá                | 1996 |
| Juegos Olímpicos        | Selección de Brasil | Atlanta               | 1996 |
| Copa Confederaciones    | Selección de Brasil | Arabia Saudita        | 1997 |
| Copa Mundial de Fútbol  | Selección de Brasil | Corea del Sur y Japón | 2002 |
| Copa Libertadores       | São Paulo FC        | São Paulo             | 2005 |
| Copa Mundial de Clubes  | São Paulo FC        | Yokohama              | 2005 |
| Copa Sudamericana       | São Paulo FC        | São Paulo             | 2012 |

#### Distinciones individuales
| Distinción                                                   | Año                                 |
| ------------------------------------------------------------ | ----------------------------------- |
| Parte del Equipo Ideal de América                            | 2005                                |
| Sexto Mejor portero del mundo por la IFFHS                   | 2006                                |
| Parte del Equipo Ideal de América                            | 2006                                |
| Quinto Mejor portero del mundo por la IFFHS                  | 2007                                |
| Bola de Ouro otorgada por la Revista Placar                  | 2008                                |
| 10° mejor portero del siglo XXI según la IFFHS               | 2012                                |
| Bola de Prata otorgada por la Revista Placar                 | 2000, 2003, 2004, 2006, 2007 y 2008 |
| Troféu Mesa Redonda (Mejor portero del Campeonato brasileño) | 2004, 2005, 2006 y 2007             |
| Craque da Torcida                                            | 2007 y 2014                         |
| Mejor portero del Campeonato Paulista                        | 2005 y 2011                         |
| Mejor portero de la Copa Libertadores 2005                   | 2005                                |
| Mejor jugador de la Copa Libertadores 2005                   | 2005                                |

### Como entrenador

#### Campeonatos regionales
| Título              | Equipo       | Región          | Año  |
| ------------------- | ------------ | --------------- | ---- |
| Campeonato Cearense | Fortaleza EC | Ceará           | 2019 |
| Copa do Nordeste    | Fortaleza EC | Región Nordeste | 2019 |
| Campeonato Cearense | Fortaleza EC | Ceará           | 2020 |
| Campeonato Carioca  | CR Flamengo  | Río de Janeiro  | 2021 |
| Campeonato Baiano   | EC Bahia     | Bahía           | 2025 |

#### Campeonatos nacionales
| Título              | Equipo       | País   | Año  |
| ------------------- | ------------ | ------ | ---- |
| Serie B             | Fortaleza EC | Brasil | 2018 |
| Serie A             | CR Flamengo  | Brasil | 2020 |
| Supercopa de Brasil | CR Flamengo  | Brasil | 2021 |